# Listă de monumente din Suceava
Aceasta este o listă de monumente din municipiul Suceava. Indexarea elementelor din listă s-a făcut după anul realizării monumentelor.

## Busturi
| Nume                                              | Data dezvelirii   | Autor                | Detalii | Imagine |
| ------------------------------------------------- | ----------------- | -------------------- | --- | ------- |
| Bustul lui Ciprian Porumbescu (1853–1883)         | 1933              | Ion Cârdei           | Localizat pe str. Ștefan cel Mare, în Parcul Profesor Ioan Nemeș din centrul orașului, în apropiere de Biserica romano-catolică Sf. Ioan Nepomuk. Este realizat din bronz. Se află pe un soclu în trepte, din piatră vopsită. Pe soclu este aplicată inscripția: „Ciprian Porumbescu 1853–1883”, iar mai jos de aceasta este inscripționat un fragment de portativ. |         |
| Bustul lui Simion Florea Marian (1847–1907)       | 1935              | Gheorghe Bilan       | Localizat pe str. Simion Florea Marian, în parcul cu același nume din fața casei memoriale. Este realizat din bronz. Se află pe un soclu în trepte, din beton mozaicat. Pe soclu este aplicată o placă albă de marmură cu inscripția: „Simeon Florea Marian 1847–1907”. |         |
| Bustul lui Ștefan cel Mare (1457–1504)            | 3 octombrie 1937  | Gheorghe Bilan       | Localizat pe str. Vasile Alecsandri nr. 3, în holul Colegiului Național „Ștefan cel Mare”, în apropierea intrării principale a clădirii. Este realizat din bronz și are 0,77 m înălțime. Se află pe un soclu din piatră și placaj ceramic colorat cu înălțimea de 1,58 m. Pe soclu este aplicată inscripția: „Foștii elevi ai Liceului «Ștefan cel Mare» din vechea Cetate de scaun a Moldovei hărăzesc Școalei ce le-a dat lumină drept veșnic semn de recunoștință acest chip al nemuritorului ei Patron în amintirea serbării de 75 de ani dela întemeiere 12 Oct. 1935. Sculptor Gh. Bilan”                                                                              |         |
| Bustul lui Costache Negri (1812–1876)             | 1973              | Gheorghe Covalschi   | Localizat pe str. Ștefan cel Mare, în Parcul Trandafirilor, în apropiere de Palatul de Justiție. Este realizat din bronz și are înălțimea de 1,10 m. Se află pe un soclu din beton cu înălțimea de 2,05 m. Pe soclu este aplicată o placă albă de marmură cu inscripția: „Costache Negri 1812–1876”. |         |
| Bustul lui Mihail Kogălniceanu (1817–1891)        | 1973              | Gheorghe Covalschi   | Localizat pe str. Ștefan cel Mare, în Parcul Trandafirilor, în apropiere de Palatul de Justiție. Este realizat din bronz și are înălțimea de 1,10 m. Se află pe un soclu din beton cu înălțimea de 2,05 m. Pe soclu este aplicată o placă albă de marmură cu inscripția: „Mihail Kogălniceanu 1817–1891”. |         |
| Bustul lui Alecu Russo (1819–1859)                | 1973              | Gheorghe Covalschi   | Localizat pe str. Ștefan cel Mare, în Parcul Trandafirilor, în apropiere de Palatul de Justiție. Este realizat din bronz și are înălțimea de 1,10 m. Se află pe un soclu din beton cu înălțimea de 2,05 m. Pe soclu este aplicată o placă albă de marmură cu inscripția: „Alecu Russo 1819–1859”. |         |
| Bustul lui Petru Rareș (1527–1538, 1541–1546)     | 1977              | Gheorghe Covalschi   | Localizat pe str. Ștefan cel Mare, în Parcul Profesor Ioan Nemeș din centrul orașului, în apropiere de clădirea Muzeului de Științele Naturii. Este realizat din bronz și are 1,80 m înălțime. Se află pe un soclu din travertin cu înălțimea de 1,73 m, care la rândul său, este așezat pe un postament în trepte. Pe soclu este aplicată o placă albă de marmură cu inscripția: „Petru Rareș 1527–1538, 1541–1546”. |         |
| Bustul lui Mihai Eminescu (1850–1889)             | 1992              | Gheorghe Cârdei      | Localizat pe str. Mihai Viteazul, în spațiul verde de lângă Biserica Sf. Nicolae, în apropiere de rondul din fața clădirii fostului Cinematograf „Modern”. Este realizat din bronz, la inițiativa Societății pentru Cultură și Literatură Română în Bucovina, cu sprijinul societăților MEFITEX, ROMUPS, ALISA, FAMOS, TMUCB, BUCOV-MIXT Gălănești și Primăria Municipiului Suceava. Constructorul este Vasile Moisuc din Gălănești. Soclul este din piatră acoperită cu plăci de travertin. În partea stângă a soclului se află un altorelief în bronz cu chipul lui Vasile Bumbac (1837–1918), iar în partea dreaptă, unul cu chipul lui Teodor V. Ștefanelli (1849–1920). |         |
| Bustul lui Traian Chelariu (1906–1966)            | 21 iulie 1994     | Florica Hociung      | Localizat pe str. Ana Ipătescu, în curtea Bibliotecii Bucovinei „I.G. Sbiera”, lângă corpul estic. Este realizat din bronz. Pe soclu este aplicată o placă albă de marmură cu inscripția: „Traian Chelariu – scriitor – 1906–1966”. A fost amplasat la 21 iulie 1994 în fața intrării principale a Universității „Ștefan cel Mare” din Suceava. A fost dat jos de pe soclu în anul 1997, fiind apoi uitat într-un subsol. A fost reamplasat la 6 noiembrie 2007 în curtea Bibliotecii Bucovinei „I.G. Sbiera”, unde se găsește și în prezent. |         |
| Bustul lui Ion Creangă (1837–1889)                |                   |                      | Localizat pe bd. 1 Decembrie 1918, în curtea Școlii Gimnaziale „Ion Creangă” (fostă nr. 9) din cartierul Obcini. Este realizat din bronz. Se află pe un soclu din beton, placat cu marmură albă. Pe soclu, în partea din față, este aplicată o placă albă de marmură cu inscripția: „Ion Creangă 1837–1889”, iar în partea din spate, o placă similară, pe care este inscripționat un citat al scriitorului: „Ia, am fost și eu, în lumea asta, un boț cu ochi, o bucată de humă însuflețită din Humulești”. |         |
| Bustul lui Vladimir Florea (1922–1984)            |                   |                      | Localizat în Cimitirul Pacea, fiind parte componentă a cavoului unde este înmormântat sculptorul sucevean. Este realizat din bronz. Se află pe un soclu din beton, de dimensiuni reduse. Pe soclu sunt aplicate o placă albă de marmură cu inscripția: „Art. sculptor Vladimir Florea”, și două fotografii medalion. |         |
| Bustul lui Petru Rareș (1527–1538, 1541–1546)     |                   |                      | Localizat pe str. Mihai Viteazul nr. 24, în interiorul clădirii Colegiului Național „Petru Rareș”, la etajul întâi. Este realizat din bronz și are 1,80 m înălțime. Se află pe o masă, de care a fost montată o placă albă de marmură cu inscripția: „Petru Rareș 1527–1538, 1541–1546”. Reprezintă o replică a bustului amplasat în Parcul Profesor Ioan Nemeș din centrul orașului, în apropiere de clădirea Muzeului de Științele Naturii. |         |
| Bustul lui Ștefan cel Mare (1457–1504)            |                   |                      | Localizat pe bd. 1 Mai, în fața clădirii Inspectoratului de Poliție Județean, în dreapta aleii de intrare în clădire. Se află pe un soclu în trepte, îmbrăcat în marmură albă. Pe soclu este aplicată inscripția: „Ștefan cel Mare 1457–1504”. În stânga aleii de intrare în clădire, față în față cu bustul lui Ștefan cel Mare, a fost amplasat Monumentul comemorativ al Poliției. |         |
| Bustul lui Spiru Haret (1851–1912)                |                   | L. Predescu          | Localizat pe str. Zorilor nr. 17, în curtea Colegiului Național de Informatică „Spiru Haret” din cartierul George Enescu. Este realizat din bronz. Se află pe un soclu în trepte, îmbrăcat în marmură. Pe soclu este aplicată o placă cu inscripția: „Spiru Haret 1851–1912”. |         |
| Bustul lui Dimitrie Cantemir (1673–1723)          |                   |                      | Localizat pe str. Profesor Leca Morariu nr. 17A, în curtea Colegiului Economic „Dimitrie Cantemir”. Se află pe un soclu de înălțime redusă, placat cu piatră fasonată. Pe soclu este aplicată o placă neagră de marmură cu inscripția: „Dimitrie Cantemir N. 26 oct. 1673 – D. 1723 Domn al Moldovei (1693 și 1710–1711), autor, cărturar, enciclopedist, etnograf, geograf, filozof, istoric, lingvist, muzicolog, om politic și scriitor român.”. |         |
| Bustul lui Iancu Flondor (1865–1924)              | 27 octombrie 2018 | Virgil Scripcariu    | Localizat pe str. Ștefan cel Mare, în Parcul Drapelelor, în apropiere de Palatul Administrativ. Este realizat din bronz. Se află pe un soclu din beton, care la rândul său, este așezat pe un postament. Pe soclu este aplicată inscripția: „Iancu Flondor (1865–1924) Făuritorul Unirii Bucovinei cu România”. A fost dezvelit cu ocazia centenarului Marii Uniri. |         |
| Bustul lui Franz Ritter von Des Loges (1846–1914) | 27 noiembrie 2021 | Virgil Scripcariu    | Localizat pe bd. 1 Mai, în scuarul de lângă sediul Primăriei Suceava, în cartierul Areni. Este realizat din bronz. Se află pe un soclu din beton, care la rândul său, este așezat pe un postament. Pe soclu este aplicată inscripția: „Franz Ritter von Des Loges – Primar al Sucevei între 1891–1914”. |         |
| Bustul lui Alexandru Ioan Cuza (1820–1873)        | 24 ianuarie 2022  | Virgil Scripcariu    | Localizat pe str. Ștefan cel Mare, în Parcul Drapelelor, în apropiere de Palatul Administrativ. Este realizat din bronz. Se află pe un soclu din beton, care la rândul său, este așezat pe un postament. Pe soclu este aplicată inscripția: „Alexandru Ioan Cuza 1820–1873”. A fost dezvelit cu ocazia împlinirii a 163 de ani de la Unirea Principatelor Române. |         |
| Bustul generalului Iacob Zadik (1867–1970)        | 28 noiembrie 2022 | Virgil Scripcariu    | Localizat pe str. Ștefan cel Mare, în Parcul Drapelelor, în apropiere de Palatul Administrativ. Este realizat din bronz. Se află pe un soclu din beton, care la rândul său, este așezat pe un postament. Pe soclu este aplicată inscripția: „Gen. Iacob Zadik 1867–1970”. A fost dezvelit cu ocazia împlinirii a 104 ani de la Unirea Bucovinei cu România. |         |
| Bustul lui Dimitrie Loghin (1910–1982)            | 13 octombrie 2023 | Augustin Asimionesei | Localizat pe str. Ana Ipătescu, în Parcul Profesor Ioan Nemeș din centrul orașului, vizavi de Biserica Învierea Domnului. Este realizat din bronz. Se află pe un soclu din beton, care la rândul său, este așezat pe un postament în trepte. Pe soclu este aplicată o placă albă de marmură cu inscripția: „Dimitrie Loghin (1910–1982) Profesor, Pictor, Sculptor, Poet”. A fost dezvelit cu ocazia împlinirii a 113 ani de la nașterea artistului plastic. |         |

## Case memoriale
| Nume                                                         | Data construirii               | Detalii | Imagine |
| ------------------------------------------------------------ | ------------------------------ | --- | ------- |
| Casa în care a locuit Ciprian Porumbescu                     | Începutul secolului al XIX-lea | Situată pe str. Prunului nr. 1, în centrul orașului. În această casă a locuit și a compus marele compozitor român Ciprian Porumbescu (1853–1883). Are pe zid o placă comemorativă din marmură albă care atestă acest fapt, amplasată în anul 1953. |         |
| Casa în care a locuit Simion Florea Marian                   | Începutul secolului al XIX-lea | Situată pe str. Simion Florea Marian nr. 4, în centrul orașului. În această casă a locuit și a scris folcloristul și etnograful român Simion Florea Marian (1847–1907). Are pe zid o placă comemorativă din marmură neagră care atestă acest fapt, amplasată în anul 1932. În prezent funcționează ca expoziție permanentă în cadrul Muzeului Național al Bucovinei. |         |
| Casa în care a locuit Vladimir Florea                        |                                | Situată pe str. Ion Creangă nr. 10, în centrul orașului. În această casă a locuit sculptorul Vladimir Florea (1922–1984). Are pe zid o placă comemorativă din marmură albă care atestă acest fapt. |         |
| Casa în care a activat în ilegalitate organizația locală PCR |                                | Situată pe str. Mihai Viteazul nr. 3, în centrul orașului. În această casă și-a desfășurat activitatea în perioada 1928–1934 organizația locală a Partidului Comunist Român (PCR). A avut pe zid o placă comemorativă din marmură albă care atesta acest fapt și care a fost înlăturată după Revoluția din decembrie 1989.                                           |         |

## Monumente
| Nume                                                                                        | Data dezvelirii    | Autor                                   | Detalii | Imagine |
| ------------------------------------------------------------------------------------------- | ------------------ | --------------------------------------- | --- | ------- |
| Monumentul eroilor din Burdujeni                                                            | 1922               |                                         | Localizat pe str. Cuza Vodă, în parcul din fața clădirii fostului Cinematograf „Burdujeni”. Monumentul evocă sacrificiul și eroismul ostașilor din Burdujeni care au contribuit, prin jertfa lor, la constituirea statului unitar român în anul 1918. Monumentul cuprinde un soclu pe care este așezat un obelisc terminat la vârf cu un zid de cetate și este înconjurat de un gărduleț. Pe fundamentul soclului, în cele patru colțuri, se află așezate patru obuze. Pe obelisc se află o cruce, o cască ce are dedesubt o sabie intersectată de o pușcă și inscripția „1916–1918”. Mai jos este o placă albă de marmură cu următoarea inscripție: „Eroilor din Burdujeni care au luptat pentru întregirea neamului”. La același nivel, dar pe partea dinspre cinematograf, este o altă placă albă de marmură cu inscripția: „Am cucerit ce-aveam de cucerit”. Pe soclu, pe toate cele patru părți, se află plăci albe de marmură pe care sunt înscrise numele a 35 de eroi. |         |
| Troița în memoria eroilor din 1917                                                          | 27 august 1924     |                                         | Localizată în centrul Cimitirului Pacea, într-un rond la intersecția aleilor. Este realizată din lemn. Pe una din fețele troiței sunt sculptate o cască militară și două baionete încrucișate, ambele înconjurate de frunze de laur. Pe troiță este săpată în lemn următoarea inscripție: „Ne închinăm luptătorilor pentru întregirea neamului și sfânta lor jertfă o cinstim și o slăvim”. Sub inscripție se află o placă albă de marmură cu numele a șase eroi căzuți în luptele din Primul Război Mondial: Ion Grămadă, Lascăr Luția, Teodor Turturean, Dumitru Mihalaș, Vasile Popescu și Iustin Breabăn. În spatele troiței se află mormântul eroului Ion Grămadă. |         |
| Monumentul eroilor sovietici                                                                | 1950               |                                         | Localizat în Cimitirul Pacea. Este realizat sub forma unui obelisc paralelipipedic, rotunjit la partea superioară și având gravat pe una din fețe, în partea superioară, o stea de culoare roșie. Monumentul evocă sacrificiul ostașilor sovietici în războiul antihitlerist. La circa 10 metri de monument se află grupate cele 95 de morminte ale soldaților sovietici căzuți în aceste locuri. Pe monument, mai jos de steaua de culoare roșie, este montată o placă albă de marmură cu următoarea inscripție, în limbile română și rusă: „Glorie eternă ostașilor sovietici căzuți în lupta pentru libertatea și independența Uniuni Sovietice. Slavă eroicei Armate Sovietice care a eliberat România de sub jugul cotropitorilor fasciști”. |         |
| Monumentul eroilor căzuți pentru apărarea patriei în anii 1916–1918 și 1941–1945            | 1957               | Vladimir Florea                         | Localizat în Cimitirul Pacea. Monumentul evocă sacrificiul și eroismul ostașilor români căzuți în Primul și al Doilea Război Mondial. Statuia simbolizează un ostaș în marș, cu un pistol-mitralieră la piept și echipat de război. Soclul are o formă paralelipipedică și are pe el un altorelief din bronz ce înfățișează o scenă de război, cu ostași ce pornesc la atac cu tricolorul în frunte. Pe soclu, deasupra altoreliefului, se află o placă albă de marmură cu următoarea inscripție: „Recunoștință veșnică eroilor căzuți pentru apărarea patriei în anii 1916–1918 și 1941–1945”. Pe spatele statuii, la bază, se află o altă placă albă de marmură cu inscripția: „Realizat artist sculptor Vladimir Florea 1957”. |         |
| Monumentul eroilor suceveni căzuți pentru triumful neamului și gloria patriei               | 1965               |                                         | Localizat pe str. Ana Ipătescu, în Parcul Profesor Ioan Nemeș din centrul orașului, în apropiere de Biserica romano-catolică Sf. Ioan Nepomuk. Monumentul are forma unui obelisc paralelipipedic, construit din piatră și ciment, înalt de 2,75 m. Obeliscul este așezat pe un postament în trepte, iar la partea sa superioară se află o acvilă. La data inaugurării, el a fost dedicat eroilor suceveni căzuți în războiul antifascist, lucru certificat de inscripția de pe placa de marmură: „Glorie eternă ostașilor și luptătorilor antifasciști din orașul Suceava căzuți în lupta pentru eliberarea patriei de sub jugul hitlerismului și al dictaturii fasciste antonesciene”. Monumentul a fost renovat în noiembrie 1993 de ANVR Suceava și cadrele militare în rezervă și retragere. Cu acest prilej, a fost schimbată placa de marmură cu o alta cu următoarea inscripție: „Slavă eternă eroilor suceveni căzuți pentru triumful neamului și gloria patriei”, iar monumentul a fost dedicat eroilor suceveni din războaiele din 1877–1878, 1916–1918 și 1941–1945. Pe toate celelalte trei părți ale monumentului au fost amplasate plăci comemorative pentru eroii suceveni ai celor trei conflagrații. |         |
| Monumentul eroilor din Ițcani                                                               |                    |                                         | Localizat pe str. Sublocotenent Turturică, în cimitirul cartierului Ițcani. Are formă de cruce și este realizat din fier forjat, având un soclu din piatră. În partea de jos a soclului se află o placă albă de marmură cu următoarea inscripție: „În cinstea eroilor războiului mondial din anii 1914–1918”. În partea de sus a soclului se află o altă placă albă de marmură cu inscripția: „Această cruce a fost ridicată în amintirea eroilor căzuți pentru întregirea neamului și apărarea țării. 1914–1918 1940–1944 1989. |         |
| Monumentul Păcii                                                                            |                    |                                         | Localizat lângă intrarea în Cimitirul Pacea din partea sud-vestică, într-un mic rond din apropierea clădirii Laboratorului Zonal de Restaurare al Muzeului Național al Bucovinei. Este realizat din tablă vopsită în culoarea albă. Monumentul înfățișează trei chipuri umane în profil, unite central și privind în trei direcții. |         |
| Troița în memoria luptătorilor anticomuniști                                                | 20 septembrie 1992 |                                         | Localizată pe str. Anastasie Crimca, în spatele Palatului de Justiție. Este realizată din lemn. Se află pe soclu din piatră. Pe soclu se află o placă albă de marmură cu următoarea inscripție: „In memoriam pentru cei care au suferit în temnițele și lagărele comuniste în perioada anilor 1944–1989. 20.09.1992”. |         |
| Monumentul Unirii                                                                           | noiembrie 1995     | Nicolae Porumbescu, Constantin Rabiniuc | Localizat lângă intersecția între Calea Obcinilor și bd. 1 Decembrie 1918, la limita între cartierele Obcini și George Enescu, în apropiere de intrarea în oraș dinspre Fălticeni. Este realizat din material plastic. A fost ridicat în amintirea Unirii Bucovinei cu România din 28 noiembrie 1918. |         |
| Monumentul în memoria tuturor eroilor, ostașilor și luptătorilor români din toate timpurile | 2004               |                                         | Localizat pe str. Zamca, în rondul din apropierea Mănăstirii Zamca din cartierul cu același nume. Este realizat din piatră și are forma unor ziduri în trepte. Elementul central al monumentului este reprezentat de o cruce albă din marmură, înconjurată în partea superioară de o arcadă din beton în formă de semicerc. În partea dreaptă a crucii, pe unul din ziduri, se află o placă albă de marmură cu următoarea inscripție: „În memoria tuturor eroilor, ostașilor și luptătorilor români din toate timpurile și din toate locurile, căzuți pe câmpurile de luptă, în lagăre și închisori, pentru apărarea patriei și credinței străbune, pentru întregirea neamului românesc, pentru libertatea și demnitatea noastră! 7512 Euxinus 2004”. |         |
| Oul tradițional de Paște                                                                    | 19 aprilie 2009    |                                         | Localizat pe str. Parcului, pe platoul Cetății de Scaun, inițial în apropiere de intrarea în Muzeul Satului Bucovinean, ulterior fiind mutat în spatele parcării. Este realizat din fibră de sticlă și acoperit cu 130 m² de folie autocolantă cu modele tradiționale bucovinene și purtând semnul crucii. A fost omologat de World Records Academy (Academia Mondială a Recordurilor) drept cel mai mare ou tradițional de Paște din lume. Până în martie 2010 s-a aflat în Piața 22 Decembrie din centrul orașului. |         |
| Monumentul comemorativ al Poliției                                                          |                    |                                         | Localizat pe bd. 1 Mai, în fața clădirii Inspectoratului de Poliție Județean, în stânga aleii de intrare în clădire. A fost realizat cu sprijinul Asociației Internaționale a Polițiștilor – Regiunea Suceava și a Sindicatului Național al Polițiștilor și personalului contractual. Are forma unui obelisc cu un decupaj circular în partea stângă, de unde se ivește o mână ce ține o torță aprinsă. Aceasta este înconjurată de o arcadă de culoare albă. Monumentul este așezat pe un postament. Atât obeliscul cât și postamentul sunt îmbrăcate în marmură. Pe obelisc se află o placă cu inscripția „In memoriam” și numele a 10 eroi ai poliției. Pe postament se află o altă placă cu inscripția: „Poliția este viața, este ordinea publică, este legea care prin excelență menține cetatea, este guvernarea orașului, sprijinul vieții poporului, este primul și cel mai mare dintre bunuri. Cicero (106–43 î.Hr.)”. În dreapta aleii de intrare în clădire, față în față cu Monumentul comemorativ al Poliției, a fost amplasat un bust al lui Ștefan cel Mare. |         |

## Mozaicuri parietale
| Nume | Data dezvelirii | Autor                                                                 | Detalii | Imagine |
| --- | --------------- | --------------------------------------------------------------------- | --- | ------- |
| Mozaicul parietal de pe clădirea Colegiului Național „Petru Rareș”                                             | 1966            | C. Demetrescu                                                         | Amplasat pe peretele clădirii Colegiului Național „Petru Rareș”, la str. Mihai Viteazul, în partea stângă. Are o suprafață de 10x4 m, fiind realizat din marmură și ceramică. |         |
| Mozaicul parietal „Miorița”                                                                                    | 1967            | Virgil Almășanu, Dona Num, Gheorghe Popescu, Mihai Velea              | Amplasat pe peretele lateral al blocului de locuințe din bd. 1 Mai nr. 2, din cartierul Areni. Are o suprafață de 28,05x13,87 m, fiind realizat din marmură colorată. Sugerează viața locuitorilor din Bucovina, fiind compus din elemente decorative dispuse în registre și benzi, cu motive folclorice, vegetale („Pomul vieții”, brazi, flori), zoomorfe (oi, capre, păsări), cosmogonice (soarele, luna, stelele) și geometrice (spirale, cercuri), organizate într-o concepție originală. |         |
| Mozaicul parietal „Nunta”                                                                                      | 1967            | Gheorghe Popescu, Istvan Vigh, Virgil Almășanu, Mihai Velea           | Amplasat pe peretele lateral al blocului de locuințe din bd. 1 Mai nr. 1, din cartierul Areni. Are o suprafață de 14,80x5,25 m. Este inspirat din tradițiile folclorice, fiind compus din elemente decorative ce sugerează o continuă mișcare: figuri antropomorfe (zmei, flăcăi și fete în costume populare stilizate, dansând, bărbați călări), figuri zoomorfe (păsări, cai) și motive vegetale (ramuri de copaci). |         |
| Mozaicul parietal „Primăvara”                                                                                  | 1967            | Virgil Almășanu, Dona Num, Gheorghe Popescu, Mihai Velea, Istvan Vigh | Amplasat pe peretele lateral al blocului de locuințe din bd. 1 Mai nr. 3, din cartierul Areni. Are o suprafață de 14,20x5,20 m, fiind realizat din marmură colorată. Sugerează un peisaj de pădure, stilizat, cu elemente vegetale (foioase și conifere), organizat pe trei benzi și având dispus în centru un copac înconjurat de păsări. |         |
| Mozaicul parietal „Vânătoarea”                                                                                 | 1967            | Dona Num, Constantin Crăciun                                          | Amplasat pe peretele lateral al blocului de locuințe din bd. 1 Mai nr. 5, din cartierul Areni. Are o suprafață de 14,85x5,10 m, fiind realizat din marmură colorată. Redă schematizat o scenă de vânătoare medievală, fiind compus din elemente antropomorfe (arcași, vânători călări suflând din corn de vânătoare), figuri zoomorfe (păsări, câini de vânătoare) și motive vegetale (ramuri de copaci), în centru fiind reprezentat un cerb care urmează a fi vânat. |         |
| Mozaicul parietal interior de pe clădirea Palatului Administrativ                                              | 1971            | Gheorghe Popescu                                                      | Amplasat pe peretele interior al clădirii Palatului Administrativ. Are o suprafață de 8x4 m, fiind realizat din marmură colorată. Are tematică istorică. În partea de jos este figurată o cetate, cu arcași care trag de pe ziduri în ostașii otomani de la baza zidurilor. Deasupra cetății, pe mijloc, este figurată stema județului Suceava din perioada comunistă, iar de o parte și de alta a ei, sunt desenați locuitori ai zonei: ostași, unii călare (în partea stângă), muncitori, femei în costume populare, păstori cu oi (în partea dreaptă).                                              |         |
| Mozaicul parietal „Cântarea Țării de Sus”                                                                      | 1973            | Constantin Crăciun, Constantin Berdilă, Paul Gherasim, Mihai Horea    | Amplasat pe peretele lateral din partea stângă al Casei de Cultură aflată pe str. Ștefan cel Mare nr. 20A, în centrul orașului. Are o suprafață de 14,12x31,50 m. Este realizat din piatră și marmură pe un perete cu o suprafață accidentată și are o compoziție nonfigurativă, relevată de o cromatică discretă ce apelează la tonuri estompate (ocru, gri, galben, brun, alb, negru). |         |
| Mozaicul parietal „Eroismul poporului român în opera de industrializare socialistă” („Laudă omului și muncii”) | 1983            | Traian Brădean, Iacob Lazăr                                           | Amplasat pe peretele unei clădiri aparținând fostei Întreprinderi de Utilaje și Piese de Schimb (IUPS, ulterior ROMUPS), la Calea Unirii. Avea o suprafață de 456 m² (6 m înălțime și 76 m lungime), fiind la acea dată, cea mai mare compoziție de gen din țară. A fost realizat în tehnica mozaicului, din cărămizi șamotate și glazurate. Au fost folosite chipuri de muncitori și țărani pentru a simboliza unitatea dintre clasa muncitoare și țărănime și rolul lor în edificarea noii societăți socialiste. A fost distrus la 15 octombrie 2007, împreună cu clădirea pe care se afla amplasat. |         |

## Plăci memoriale
| Nume                                                                  | Data dezvelirii   | Autor | Detalii | Imagine |
| --------------------------------------------------------------------- | ----------------- | ----- | --- | ------- |
| Placa memorială de pe casa din str. Prunului nr. 1                    | 14 octombrie 1953 |       | Realizată din marmură albă. Amplasată pe fațada unei vechi case cu prilejul aniversării a 100 de ani de la nașterea marelui compozitor român Ciprian Porumbescu (1853–1883). Conține următorul text: „În această casă a trăit și creat compozitorul Ciprian Porumbescu, înaintaș de seamă al muzicii românești.”. |         |
| Placa comemorativă de pe clădirea fostului Cinematograf „Burdujeni”   | 1957              |       | Realizată din marmură albă. Amplasată pe zidul clădirii fostului Cinematograf „Burdujeni” cu ocazia aniversării a 50 de ani de la ridicarea la luptă a țăranilor, pentru dreptate și egalitate socială, economică și politică, în cadrul marii răscoale din 1907. Conținea următorul text: „În memoria țăranilor care în 1907 s-au ridicat împotriva asupririi și împilării burghezo-moșierești”. A fost dată jos de pe clădire după Revoluția din decembrie 1989. |         |
| Placa comemorativă de pe clădirea Gării Burdujeni                     | octombrie 1969    |       | Realizată din marmură albă. Amplasată pe zidul de cărămidă al clădirii gării cu ocazia aniversării a 100 de ani de la inaugurarea Gării Burdujeni și a primei linii de cale ferată din Moldova, linia Suceava–Roman. Conține următorul text: „Această gară a fost construită și dată în exploatare la 15 decembrie 1869 cu ocazia deschiderii liniei ferate Suceava–Roman, prima linie din Moldova. Octombrie 1969”. |         |
| Placa comemorativă de pe clădirea Gării Burdujeni                     | 15 decembrie 1994 |       | Realizată din marmură albă. Amplasată pe zidul de cărămidă al clădirii gării cu ocazia aniversării a 125 de ani de la inaugurarea primei linii de cale ferată din Moldova, linia Suceava–Roman. Conține următorul text: „15-XII-1994. 125 ani de la inaugurarea liniei Suceava–Roman”. |         |
| Placa memorială de pe casa din str. Simion Florea Marian nr. 4        | 1932              |       | Realizată din marmură neagră. Amplasată pe fațada unei vechi case în care a locuit folcloristul și etnograful român Simion Florea Marian (1847–1907). Conține următorul text: „În această casă «câștigată cu condeiul» a trăit și a lucrat Academicianul Simeon Florea Marian (1847–1907), care a cules și studiat roadele înțelepciunii și simțirii poporului român.”. |         |
| Placa comemorativă de pe casa din str. Mihai Viteazul nr. 3           |                   |       | Realizată din marmură albă. Amplasată pe zidul casei în care și-a desfășurat activitatea în perioada 1928–1934 organizația locală a PCR. Conținea următorul text: „În această clădire între anii 1928–1934 s-au ținut ședințele organizațiilor Partidului Comunist Român din ilegalitate”. A fost dată jos de pe clădire după Revoluția din decembrie 1989. |         |
| Placa memorială de pe clădirea Palatului de Justiție                  |                   |       | Realizată din marmură albă. Amplasată în memoria luptătorilor anticomuniști schingiuiți în această clădire. Conține următorul text: „În această clădire, au fost schingiuiți și martirizați, unii dintre cei mai buni fii ai neamului românesc, care s-au jertfit pentru libertate, luptînd împotriva comunismului.”. |         |
| Placa comemorativă de pe clădirea Dom Polski                          | 21 mai 2003       |       | Realizată din marmură albă. Amplasată pe zidul de beton al clădirii cu ocazia aniversării a 100 de ani de la înființarea Societății Polone de Lectură din Suceava și de la începerea construcției Case Polone. Este formată din două plăci alăturate (una cu text în limba română, iar cealaltă cu text în limba polonă) și conține următorul text: „La comemorarea înființării Societății Polone de Lectură din Suceava și începerii construcției Casei Polone, terminate în 1907. În semn de omagiu întemeietorilor Casei Polone. 21 mai 1903. Suceava. 21 mai 2003”. |         |
| Placa memorială de pe zidul Cetății de Scaun                          | 2 iulie 2004      |       | Realizată din marmură albă. Amplasată pe un zid de piatră al cetății cu ocazia comemorării a 500 de ani de la moartea lui Ștefan cel Mare (1457–1504). Conținea următorul text: „Dezvelită cu prilejul comemorării a 500 de ani de la trecerea în eternitate a lui Ștefan cel Mare și Sfânt. Suceava. 02-iulie-2004”. A fost dată jos de pe zid în 2014, odată cu începerea lucrărilor de restaurare. |         |
| Placa memorială de pe clădirea Muzeului Național al Bucovinei         | 2 iulie 2004      |       | Realizată din marmură albă. Amplasată pe zidul clădirii cu ocazia comemorării a 500 de ani de la moartea lui Ștefan cel Mare (1457–1504). Conținea următorul text: „Dezvelită cu prilejul comemorării a 500 de ani de la trecerea în eternitate a lui Ștefan cel Mare și Sfânt. Suceava. 2 iulie 2004”. A fost dată jos de pe clădire în 2014, odată cu începerea lucrărilor de modernizare. |         |
| Placa memorială din holul Colegiului Național „Ștefan cel Mare”       | 2 iulie 2004      |       | Realizată din marmură. Amplasată pe postamentul din fața bustului lui Ștefan cel Mare, în holul de intrare al clădirii, cu ocazia comemorării a 500 de ani de la moartea lui Ștefan cel Mare (1457–1504). Conține următorul text: „In Memoriam Domnului Ștefan cel Mare și Sfânt. 2 iulie 2004”. |         |
| Placa memorială de pe clădirea Casei Corpului Didactic „George Tofan” |                   |       | Realizată din marmură albă. Amplasată pe fațada unei clădiri donate în 1893 de preotul Vasile Cocârlă către Societatea „Școala Română” din Suceava pentru a servi ca internat. Conține următorul text: „Această clădire a fost donată învățământului de către preotul Vasile Cocârlă 1836–1894”. Începând din 1906, clădirea a funcționat timp de 70 de ani ca internat de băieți pentru elevii Liceului „Ștefan cel Mare”. |         |
| Placa memorială de pe casa din str. Ion Creangă nr. 10                |                   |       | Realizată din marmură albă. Amplasată pe fațada unei vechi case în care a locuit sculptorul Vladimir Florea (1922–1984). Conține următorul text: „Casa părintească sculptor Vladimir Florea 1922–1984”. |         |

## Statui și grupuri statuare
| Nume                                   | Data dezvelirii                 | Autor                                       | Detalii | Imagine |
| -------------------------------------- | ------------------------------- | ------------------------------------------- | --- | ------- |
| Statuia Sfântului Caietan              | 1861                            |                                             | Localizată pe str. Ștefan cel Mare, în nișa din dreapta intrării principale a Bisericii romano-catolice Sf. Ioan Nepomuk. Donată de Kajetan Theodorowicz. |         |
| Statuia Sfântului Ioan Nepomuk         |                                 | C. Hofman                                   | Localizată pe str. Ștefan cel Mare, în nișa din stânga intrării principale a Bisericii romano-catolice Sf. Ioan Nepomuk. |         |
| Grupul statuar „Constructorul”         | 1963                            | Petru Balogh                                | Localizat pe str. Samuil Isopescu nr. 19, în curtea Colegiului Tehnic „Samuil Isopescu”. Este realizat din piatră cioplită. |         |
| Statuia „Avânt”                        | 1967                            | Ernest Kaznovsky, Elena Marinescu-Kaznovsky | Localizată pe str. Mihai Viteazul nr. 24, în curtea Colegiului Național „Petru Rareș”. Este realizată din bronz. |         |
| Statuia lui Petru al II-lea Mușat      | 1976                            | Paul Vasilescu                              | Localizată pe str. Ștefan cel Mare, lângă Palatul Administrativ și vizavi de clădirea Muzeului de Științele Naturii. Este realizată din bronz. În perioada 1976–2010 s-a aflat în Piața 22 Decembrie (fostă 23 August), lângă Casa de Cultură, iar apoi s-a aflat în conservare timp de aproape cinci ani, fiind readusă în centrul orașului, însă pe un amplasament diferit, în data de 23 octombrie 2015. |         |
| Statuia ecvestră a lui Ștefan cel Mare | 16 septembrie 1977              | Iftimie Bârleanu                            | Localizată în Parcul Șipote-Cetate, în apropiere de Cetatea de Scaun și de Muzeul Satului Bucovinean. Este realizată din bronz și are o înălțime de 23 m (inclusiv soclul). |         |
| Statuia „Aruncătorul de ciocan”        | 1977                            | Ion Jalea                                   | Localizată în Parcul Universității, în apropiere de Universitatea „Ștefan cel Mare” și de Stadionul Areni. Este realizată din bronz. |         |
| Statuia „Bucuria vieții”               | 1977                            | Vladimir Predescu sau Dimitrie Căilean      | Localizată pe str. Ștefan cel Mare nr. 78, în fața clădirii Policlinicii Areni. Este realizată din piatră de calcar șlefuită. |         |
| Grupul statuar „Mama și școlarul”      | 1977                            | Ion Jalea                                   | Localizat pe str. Mărășești nr. 38, în curtea Școlii Gimnaziale nr. 3. Este realizat din bronz. |         |
| Grupul statuar „Familia Brâncoveanu”   | 1978                            | Ginete Sántha                               | Localizat în spațiul verde de pe latura de vest a Bisericii Nașterea Maicii Domnului, în spatele Palatului de Justiție. Este realizat din bronz. Până în octombrie 2004 s-a aflat în Parcul Trandafirilor. |         |
| Statuia Papei Ioan Paul al II-lea      | 17 mai 2009 / 25 octombrie 2020 |                                             | Localizată pe str. Ștefan cel Mare, în piațeta cu același nume din fața Bisericii romano-catolice Sf. Ioan Nepomuk. Prima statuie a fost realizată din fibră de sticlă, aceasta fiind înlocuită cu una de dimensiuni mai mari, realizată din rășină sintetică care imită bronzul. |         |
| Statuia „Bucovina înaripată”           | 28 mai 2009                     | Mircea Dăneasa                              | Localizată pe str. Ștefan cel Mare, în Parcul Drapelelor, în apropiere de Palatul Administrativ. Este realizată din fibră de sticlă și mai poartă denumirea de Monumentul eroilor și martirilor Bucovinei. Până în decembrie 2010 s-a aflat în Piața 22 Decembrie din centrul orașului, vizavi de Casa de Cultură. |         |
| Statuia „Pompierul”                    | 15 septembrie 2010              | Narcis Tabarcea                             | Localizată pe str. Universității, în fața Bisericii militare Sf. Ierarh Iosif cel Nou de la Partoș, vizavi de sediul Inspectoratului pentru Situații de Urgență „Bucovina” al județului Suceava. Este realizată din bronz. |         |
| Statuia lui Ștefan cel Mare            | 1957                            | Vladimir Florea                             | S-a aflat pe locul unde în prezent se află bustul lui Petru Rareș, în Parcul Profesor Ioan Nemeș din centrul orașului, în apropiere de clădirea Muzeului de Științele Naturii. Îl înfățișează pe domnitorul Ștefan cel Mare (1457–1504) stând în picioare, ținând spada în mâna dreaptă și purtând coroana Mușatinilor pe cap. Este realizată din bronz și s-a aflat pe un soclu masiv, placat cu marmură. Soclul era decorat cu un basorelief cioplit în piatră cu stema Moldovei, dispus frontal, iar pe laterale, cu două altoreliefuri turnate în bronz înfățișând două secvențe istorice: „Ștefan cel Mare întors cu oastea de la luptă sub zidurile cetății”, respectiv „Ștefan cel Mare răsplătind vitejii după luptă”. Statuia și soclul aveau împreună 4 m înălțime. În anul 1977, la inițiativa lui Emil Bodnăraș, monumentul a fost mutat în curtea Liceului Militar din Câmpulung Moldovenesc, unde se află și în prezent. Cele două altoreliefuri din bronz au fiecare 140x120 cm și au fost recuperate după demolarea soclului, existând la Muzeul Național al Bucovinei. |         |

## Legături externe
- Materiale media legate de Listă de monumente din Suceava la Wikimedia Commons
- Fotografii cu monumente din Suceava Arhivat în 29 iunie 2015, la Wayback Machine.